# Милоцице (Малопольское воеводство)
. 
Милоци́це (пол. Miłocice) — село в Польше в сельской гмине Сломники Краковского повета Малопольского воеводства.

## География
Село располагается в 6 км от административного центра гмины города Сломники и в 21 км от административного центра воеводства города Краков.
В 1975—1998 годах село входило в состав Краковского воеводства.

## Население
По состоянию на 2013 год в селе проживало 874 человек.
| 2007 | 2013 |
| ---- | ---- |
| 837  | 874  |

| Перепись  | Всего   | Всего | Женщины | Женщины | Мужчины | Мужчины |
| --------- | ------- | ----- | ------- | ------- | ------- | ------- |
| Единицы   | человек | %     | человек | %       | человек | %       |
| Население | 874     | 100   | 460     | 52,63   | 414     | 47,37   |